# Sailor Moon S - Jougai Rantou!? Shuyaku Soudatsusen
Pretty Soldier Sailor Moon S - Jougai Rantou!? Shuyaku Soudatsusen es un videojuego de lucha. Fue desarrollado y publicado por Angel y lanzado para Super Famicom en diciembre de 1994 en Japón.
- Datos: Q16621820